# Ali Al-Mazidi
Ali Ibrahim Al-Mazidi (arabe : علي ابراهيم المزيدي), né le 24 septembre 1985 en Arabie saoudite, est un joueur de football saoudien. Jouant au poste de gardien de but, il évolue avec le club d'Al-Fateh SC.

## Biographie
Durant l'été 2013, Al-Mazidi rejoint le club d'Al-Fateh après sept saisons passées avec l'Ittihad FC[réf. nécessaire].
Il joue 10 matchs en Ligue des champions d'Asie avec Al-Fateh (six en 2014 et quatre en 2017).

## Palmarès

### Trophées collectifs
Au cours de sa carrière, Al-Mazidi obtient trois trophées. Il remporte à deux reprises la Saudi Premier League en 2007 et 2009 ainsi qu'une Coupe du Roi des champions en 2011.
| Ittihad FC                                                                                                 |
| --- |
| - Saudi Premier League (2) - Champion en 2007 et 2009 - Coupe du Roi des champions (1) - Vainqueur en 2011 |